# Iglesia de San Pablo (Vaals)
La iglesia de San Pablo (en neerlandés: Sint-Pauluskerk) es un edificio religioso que está afiliado a la iglesia católica en Vaals, una localidad de los Países Bajos. La iglesia con forma de cruz neogótica fue construida entre 1891 y 1893 por Johannes Kayser , en sustitución de una iglesia anterior de San Pablo cercana al lugar. El edificio se utiliza como iglesia parroquial de la parroquia de San Pablo (Sint-Paulus). El santo patrón de la iglesia, como su nombre indica, es san Pablo. Ha sido catalogada como un Rijksmonument, por lo que es un sitio de patrimonio nacional de los Países Bajos.